# 다이닛폰 인쇄

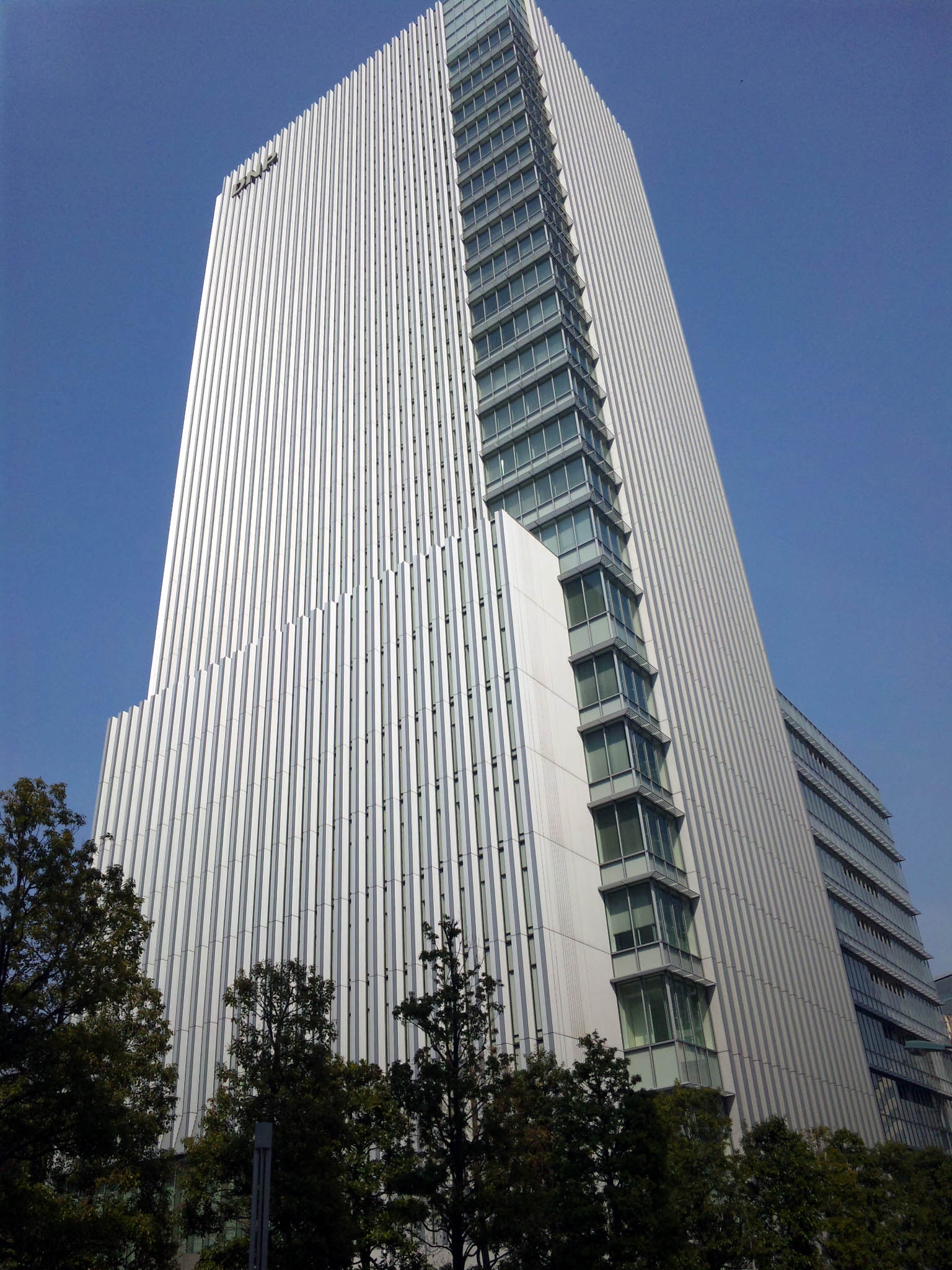
DNP 고탄다 빌딩 (도쿄 도 시나가와구 니시고탄다)

다이닛폰 인쇄(일본어: 大日本印刷, 영어: Dai Nippon Printing Co., Ltd., 약칭 DNP)는 일본의 인쇄 회사이다. 1894년 1월 19일에 설립되었으며 도쿄 증권거래소 1부에 상장되어 있다. 본사는 도쿄도 신주쿠구 이치가야카가 정에 있다. 주요 사업으로는 출판, 인쇄, 정보 산업, 생활 산업, 디스플레이, 전자 부품 등이 있다. 돗판 인쇄와 라이벌 관계를 형성하고 있다.

## 같이 보기
- 돗판 인쇄